# British Airways-vlucht 38
British Airways-vlucht 38 (Speedbird 38) was een vlucht van Beijing Capital International Airport, die neerstortte vlak voor de start- en landingsbaan op de plaats van bestemming, London Heathrow Airport, op 17 januari 2008 na een vlucht van 8100 kilometer. Er waren geen dodelijke slachtoffers maar 47 mensen liepen verwondingen op. Het 150 ton zware vliegtuig was de eerste Boeing 777 die werd afgeschreven in de 12-jarige geschiedenis van de 777.
De oorzaak was ijsvorming in de brandstof-olie-warmtewisselaars van beide motoren.
Deze verminderde de brandstoftoevoer naar de motoren toen extra stuwkracht nodig was tijdens de landing op Heathrow. Boeing gaf aan dat het geconstateerde probleem specifiek was voor de brandstof/olie-warmtewisselaars van de Rolls-Royce-motoren en Rolls-Royce ontwikkelde vervolgens een wijziging van haar FOHE.
Rolls Royce kreeg de opdracht alle betrokken vliegtuigen uit te rusten met deze wijziging vóór 1 januari 2011. Boeings 777 aangedreven door GE of Pratt & Whitney werden niet beïnvloed door het probleem.

## In de media
- Het tv-programma Air Crash Investigation wijdde een aflevering aan de ramp.